# Harzungen
Harzungen är en ortsteil i kommunen Harztor i Landkreis Nordhausen i förbundslandet Thüringen i Tyskland. Harzungen var en kommun fram till 6 juli 2018 när den uppgick i Harztor. Kommunen Harzungen hade 202 invånare 2018.